# Slag om Socotra
De Slag bij Socotra was een gevecht in 1507 op het eiland Socotra. Het gevecht resulteerde in een kortstondig bestuur van het eiland door het Portugese Rijk.

## Achtergrond
Het eiland Socotra werd in 1506 ontdekt door de Portugese kapitein Fernandes Pereira, die meevoer in een vloot onder bevel van Lopo Soares de Albergaria.
In april 1506 vertrok een vloot van tien schepen onder leiding van Tristão da Cunha en vier schepen onder leiding van Afonso de Albuquerque uit Lissabon. De beide gezagvoerders kregen van koning Manuel onder andere de opdracht om Socotra in te nemen met als doel daar een vloot te stationeren die gebruikt kon worden om de Rode Zee te blokkeren. Dit was een reactie op de anti-Portugese Venetiaans-Egyptische alliantie die later verslagen werd in de Slag bij Diu in 1509. 

## Gevecht
De Portugezen troffen in Suq een goed versterkt moslimfort, dat gebouwd was door het sultanaat Mahra uit de kustplaats Qishn op het Jemenitische vasteland. Dit fort werd gebruikt om belasting te innen van de eilandbewoners.  Het had een barbacane en een donjon. Cunha stuurde de bevelhebber van het fort een ultimatum, waarin hij hem de kans bood zich vreedzaam over te geven, anders zou hij het fort aanvallen en niemand in leven laten. De commandant ging niet in op dit ultimatum.  De Portugezen landden daarop verdeeld in twee eskaders: één onder leiding van Cunha en een onder leiding van Albuquerque. De bevelhebber van het fort deed een uitval en belandde in een man-tegen-man-gevecht met het eskader van Albuquerque. Zijn mannen werden echter op de vlucht gejaagd en hijzelf werd gedood. Na een hevige strijd werd ook het fort op de Mahra veroverd. Cunha voer vervolgens met zijn schepen naar India, terwijl Albuquerque op het eiland achterbleef met 400 man en 6 schepen. Daarmee was het ontstaan van Portugees-Socotra een feit.

## Nasleep
De Portugese architect Tomás Fernandes bouwde na de inname een nieuw fort bij Suq, dat de naam São Miguel de Socotorá kreeg. In het fort bouwden de Portugezen een kerk; de Nossa Senhora da Vitória. De franciscaner monnik António do Loureiro droeg hier de mis op. De eerste bevelhebber van het fort was Dom Afonso de Noronha. Socotra herbergde een gemeenschap van Nestoriaanse christenen. Na een proclamatie door Cunha keerden velen terug naar Suq, waar ze hun dankbaarheid uitten aan de Portugezen voor de bevrijding van de islamitische heersers. Afonso de Albuquerque gaf vervolgens de moskee en de palmbossen die toebehoorden aan de daar wonende moslims aan de christenen.
Afonso de Albuquerque besefte al snel dat Socotra te ver verwijderd was van zinvolle handelsroutes en over weinig grondstoffen beschikte. Daarom gaf hij na zijn aantreden als gouverneur van India opdracht het fort te ontruimen. In 1511 verlieten de Portugezen Socotra en namen de Mahra-sultans de heerschappij weer over op het eiland.

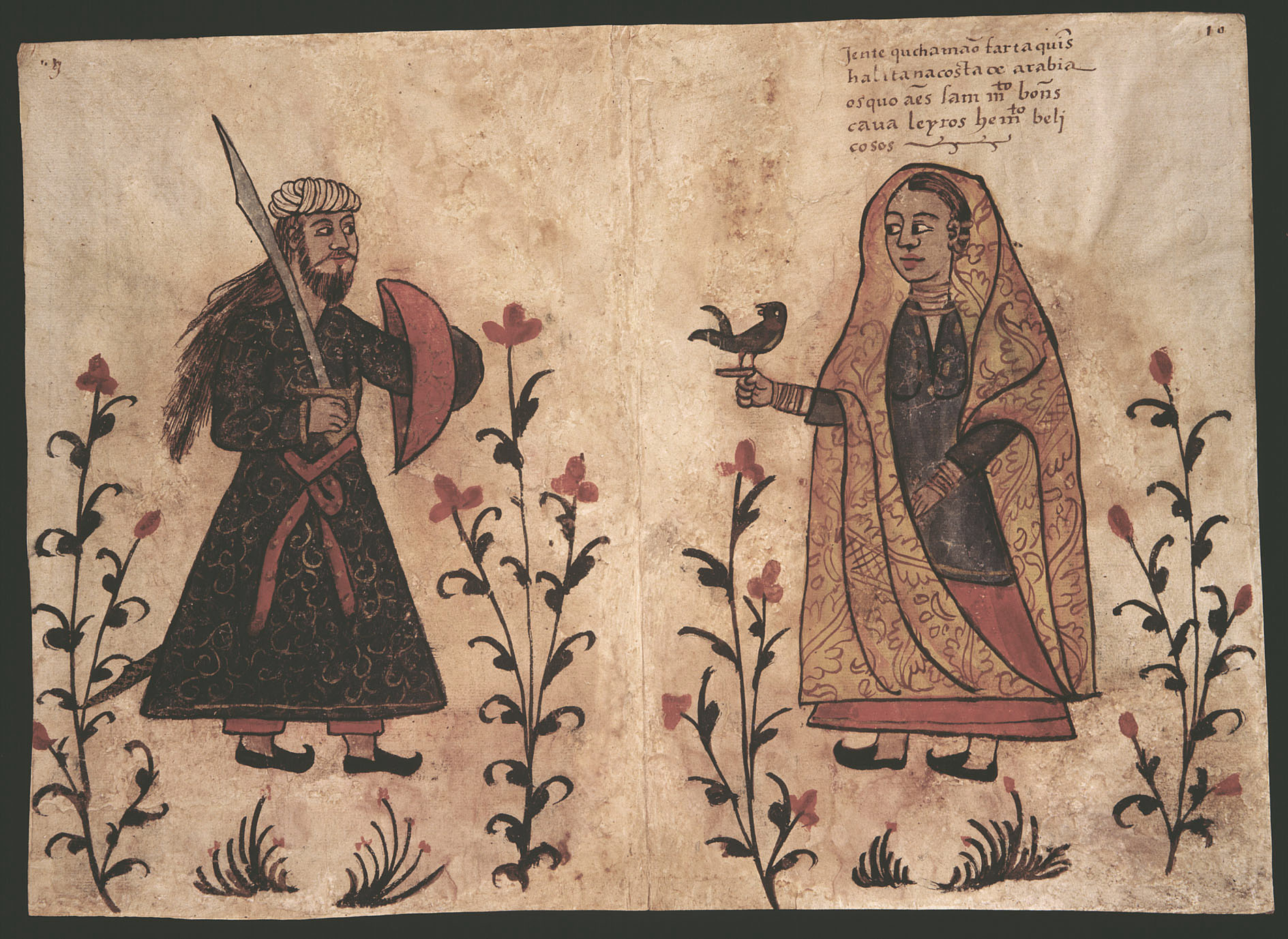
16e-eeuwse Portugese aquarelschets uit de Code Casanatense van Jemenieten, die door de Portugezen Fartaques werden genoemd.

Socotra bleef ook in de eeuwen erna een veelgebruikte aanloophaven voor Portugese kooplieden en oorlogsschepen. In de 19e eeuw beweerde een groot aantal bewoners van het heuvelland nog steeds dat ze afstamden van de Portugezen.